# Sutton Scarsdale
Sutton Scarsdale – wieś w Anglii, w hrabstwie Derbyshire, w dystrykcie North East Derbyshire. Leży 34 km na północ od miasta Derby i 207 km na północny zachód od Londynu.